# Slatina (powiat Pilzno Północ)
Slatina – miejscowość i gmina (obec) w Czechach, w kraju pilzneńskim, w powiecie Pilzno Północ. W 2022 roku liczyła 59 mieszkańców.